# Курсел на Мору
Курсел на Мору (фр. Courseulles-sur-Mer) насеље је и општина у северној Француској у региону Доња Нормандија, у департману Калвадос која припада префектури Кан.
По подацима из 2011. године у општини је живело 4179 становника, а густина насељености је износила 527,65 становника/km². Општина се простире на површини од 7,92 km². Налази се на средњој надморској висини од 8 метара (максималној 51 m, а минималној 1 m).

## Демографија
| 1962. | 1968. | 1975. | 1982. | 1990. | 1999. | 2011. |
| ----- | ----- | ----- | ----- | ----- | ----- | ----- |
| 1.684 | 1.938 | 2.538 | 2.992 | 3.182 | 3.886 | 4.179 |

График промене броја становника у току последњих година